# Xã Concord, Quận Dixon, Nebraska
Xã Concord (tiếng Anh: Concord Township) là một xã thuộc quận Dixon, tiểu bang Nebraska, Hoa Kỳ. Năm 2010, dân số của xã này là 393 người.